# Жуков, Александр Аркадьевич
Александр Аркадьевич Жуков (род. 29 декабря 1974) — российский предприниматель и политик, сенатор Российской Федерации (с 2019). Вошёл в Комитет Совета Федерации по экономической политике. 
Из-за вторжения России на Украину, находится под международными санкциями стран Евросоюза, США, Канады и других стран

## Биография
Родился 29 декабря 1974 года в деревне Ширьяна Карагайского района Пермской области.
В 1997 году окончил Иркутский государственный технический университет по специальности «горный инженер».
Отслужил в армии танкистом, работал горным инженером на предприятиях Алросы в Якутии, затем был назначен заместителем директора Сорского молибденового комбината.
В 2009 году в качестве кандидата Единой России победил на досрочных выборах главы города Сорск, в 2013 году победил на выборах в Верховный Совет Республики Хакасия шестого созыва, но отказался от мандата, в 2018 году избран от 9-го округа в Хакасский парламент седьмого созыва.
В 2014—2016 годах являлся помощником главы Хакасии Виктора Зимина, в 2016 году был назначен директором Абазинского рудника и вывел предприятие из предбанкротного состояния. В 2014 году стал фигурантом уголовного дела о злоупотреблении полномочиями на посту главы Сорска, которое позднее было переквалифицировано на более мягкое обвинение в халатности. По версии следствия, в 2012 году Жуков подписал документы о приёмке работ компании «Бийскэнергомаш» по капитальному ремонту котла городской котельной за 9,3 млн руб., хотя работы не были доведены до конца (ущерб следователи оценили в 2 млн рублей). В январе 2018 года Жуков был оправдан судом за отсутствием состава преступления.
После выборов 9 сентября 2018 года Верховный Совет Хакасии оказался в «подвешенном» состоянии, поскольку ни одна партия не получила абсолютного большинства мест. В этой связи выборы представителя законодательного органа государственной власти Хакасии в Совете Федерации чрезвычайно затянулись (в январе соперником Александра Жукова, поддержанного Единой Россией, оставался только кандидат ЛДПР Валерий Старостин).
27 февраля 2019 года вследствие межпартийного компромисса парламент проголосовал за Жукова. Он получил 26 голосов (Старостин — лишь 11), хотя «Единая Россия» располагала только 18 мандатами.

## Санкции
16 декабря 2022 года, на фоне вторжения России на Украину, включён в санкционный список Евросоюза, так как «поддерживал и реализовывал действия и политику, которые подрывают территориальную целостность, суверенитет и независимость Украины и еще больше дестабилизируют Украину».
30 сентября 2022 года внесён санкционный список Соединенных Штатов Америки «за аннексию Путиным регионов Украины» и одобрения закона о фейках. Государственный департамент отмечает что сенаторы  «проголосовали за одобрение просьбы Путина о вводе войск в Украину, что послужило неоправданным предлогом для полномасштабного вторжения России в Украину».
По аналогичным основаниям также находится в санкционных списках Канады, Швейцарии, Украины и Новой Зеландии

## Награды
- Благодарность Правительства Российской Федерации (17 января 2023 года) — за большой вклад в развитие российского парламентаризма и активную законотворческую деятельность[15]